# Mussaenda chrysotricha
Mussaenda chrysotricha är en måreväxtart som beskrevs av Theodoric Valeton. Mussaenda chrysotricha ingår i släktet Mussaenda och familjen måreväxter. Inga underarter finns listade i Catalogue of Life.